# Barren (Metall)

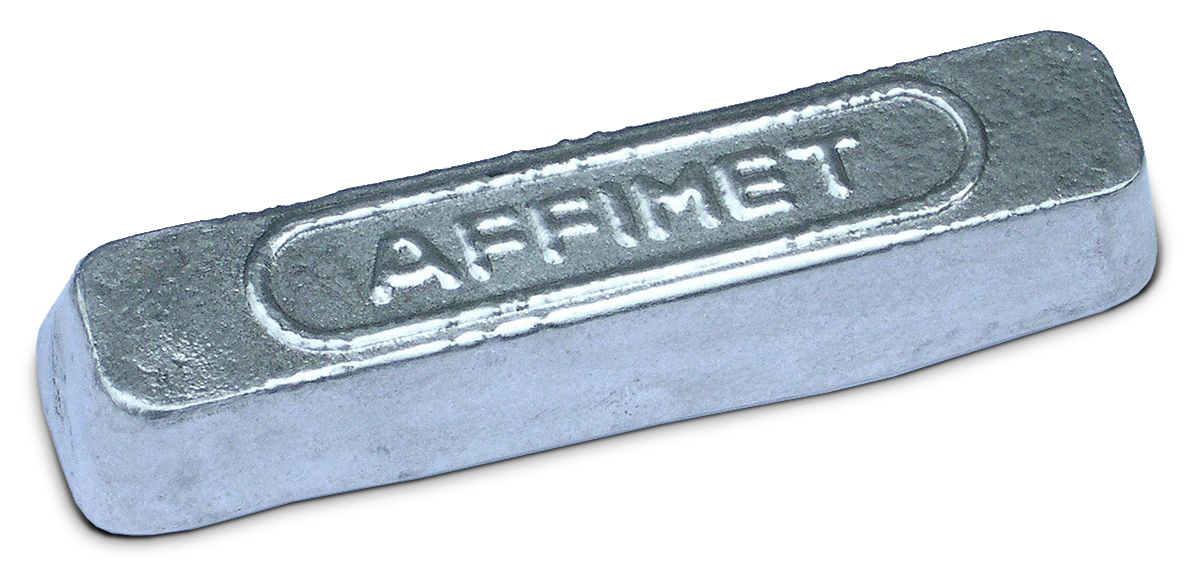
Aluminium

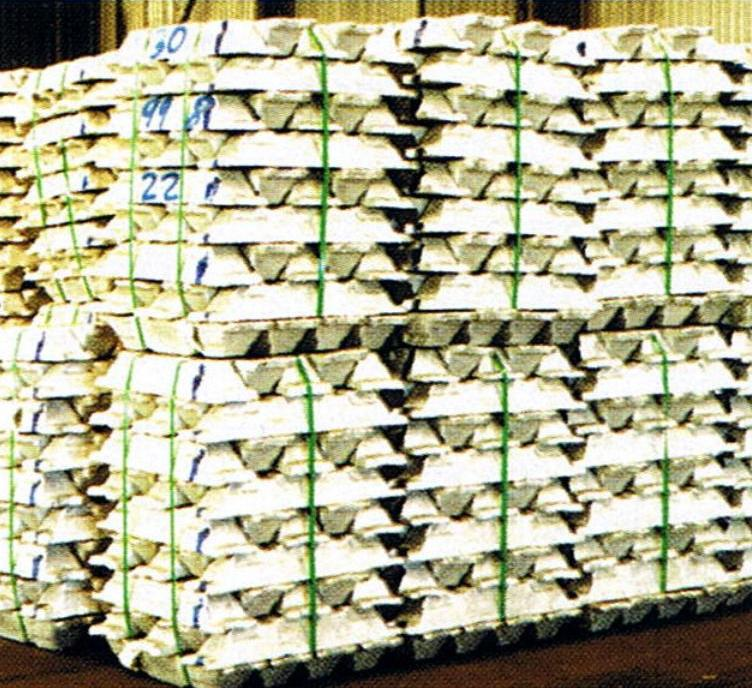
Aluminium-Masseln (-barren) umreift

Barren sind metallurgisch in standardisierte Form gegossene Metallschmelzen.
Barren als Produkt sind eine erstarrte Schmelze, deren Form sich keinem anderen Zweck zuordnet als dem, eine leicht transportfähige und handhabbare Zwischenstufe für eine spätere Nutzung zu sein. Die spätere, beliebige Verwendbarkeit im Vergleich zu ebenfalls gehandelten, unmittelbar am Herdfeuer abgegossenen Formteilen bedingte die Barrenform. Die Barren werden oft auch als Masseln bezeichnet. Der Begriff Ingot (englisch allgemein für ‚Barren‘) wird im Deutschen als Fachbegriff für Barren aus Halbleitermaterial, z. B. Silizium, verwendet.

## Geschichte

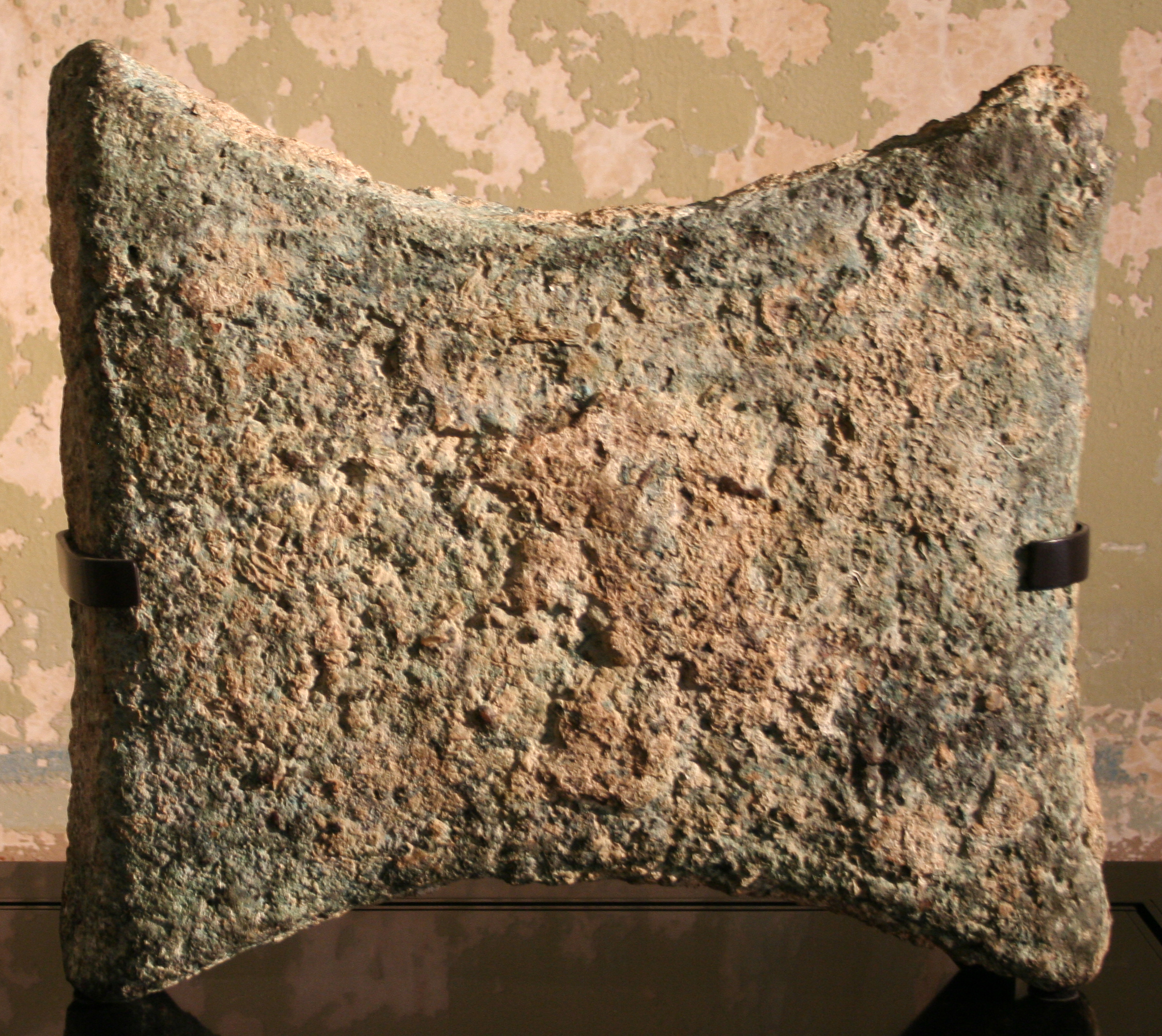
Kupferbarren in Form einer Ochsenhaut; Zypern, 2. Jt. v. Chr.; Museum für Vor- und Frühgeschichte Berlin

Schon in prähistorischer Zeit waren Barren als zweckdienliches Mittel bekannt. Man erzeugte sie aus Kupfer, Bronze, Gold, Silber, Zinn und anderen Metallen, oft auch als eine von der Gewinnungsstätte des Erzes vorgegebene Legierung.
Durch Wiedereinschmelzen der auf Lager gefertigten oder eingehandelten Barren ließen sich fern von deren Erzeugungsstätte gegossene Teile mit vorbestimmter Form herstellen. In klassischer Zeit waren dies nicht nur Waffen, sondern auch Statuen und Denkmale. Ohne Wiederaufschmelzen konnten vornehmlich Kupfer- oder Bronzebarren auch durch rein mechanisches Zerteilen und eine nachfolgende manuelle Bearbeitung (schmieden) vielfältigen Zwecken dienlich gemacht werden (Goldschmuck, Bronzedübel, Bronzebleche, Essgeräte).
Vor allem Barren aus Gold oder Silber waren nicht nur Handelsware, sondern auch Wertaufbewahrungsmittel. Sie dienten bereits lange vor der Zeitenwende für Tauschgeschäfte und besaßen insofern entfernt Münzcharakter, besonders im Kulturkreis rund um das Mittelmeer. Als Folge dieser Funktion ergab sich die Prägung der ersten Münzen, weil sie eine leichtere Handhabung für tägliche Zwecke ermöglichten.
Zu größerer und zugleich industrieller Bedeutung kam der Barren als Stufe zwischen ungeformter Schmelze und einem definierten Gussprodukt erst mit dem Beginn der Eisenverhüttung in Mitteleuropa. Auch hier war es wieder der transportierbare Barren, der von in den Wäldern (Holzkohlegewinnung) rund um erzreiche Gebiete, oft abgelegen errichteten Eisenhütten in die Täler zu den wassergetriebenen Schmiedehämmern, Walzgerüsten, Walzwerken und Gießhütten gebracht wurde.

## Barren als Zahlungsmittel und als Zwischenprodukt

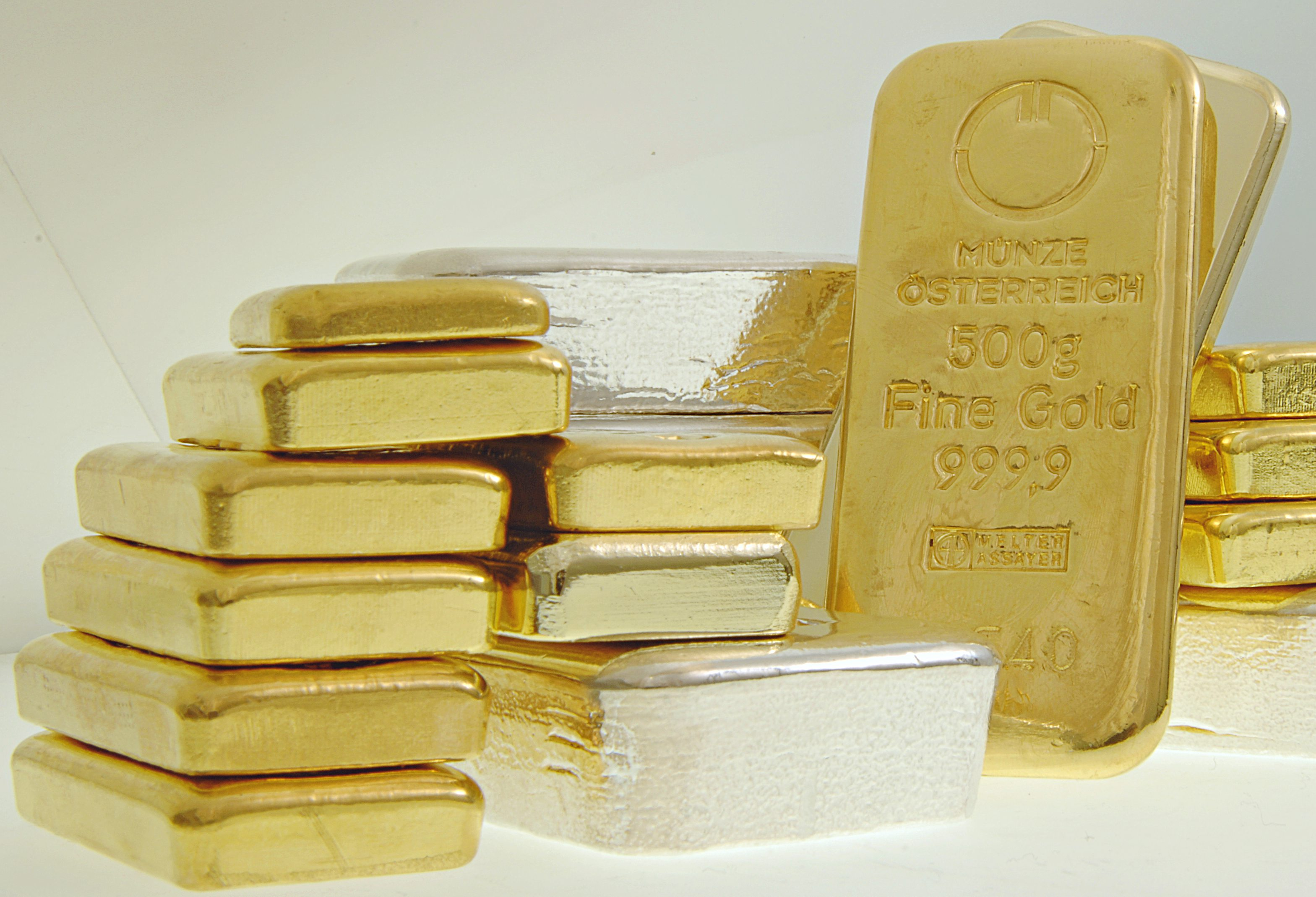
Anlage-Barren aus Gold und Silber. Goldbarren der Münze Österreich.

### Edelmetallbarren
Barren in den verschiedensten Formen waren nicht nur von frühindustrieller Bedeutung, sie sind auch seit ca. 2000 v. Chr. eine frühe Form metallischen Geldes. Währungsgeschichtlich sind Edelmetalle in Barrenform heute nur noch in den Tresoren der Zentralbanken zu finden. Gold und auch Silbermünzen haben ihre international bis in die erste Zeit nach dem Zweiten Weltkrieg noch akzeptierte Funktion als kurrente Währung zur Deckung des umlaufenden Papiergeldes verloren. Sowohl Münzen als auch Barren aus Edelmetall sind heute sowohl Sammelobjekt für Numismatiker als auch Wertaufbewahrungsmittel für Anleger. Als Anlagemünzen (Krügerrand, Münzbarren und andere) werden sie auch heute noch geprägt, gegossen und verkauft.
Im internationalen Handelsgeschäft sind Standardbarren Edelmetallbarren mit eingeprägtem Gewicht und Reinheitsgarantie. Auf den Barren sind die Feinheit, die Marke des Herstellers, eine Seriennummer und das Produktionsjahr angegeben. Die Feinheit muss bei Gold mindestens 995/1000 erreichen, bei Silber 999/1000 und bei Platin und Palladium 999,5/1000. Die Seriennummer dient dabei der Identifikation jedes Barrens und wird vom Produzenten in einem Verzeichnis eingetragen.
Ein Standardbarren Gold („Good-Delivery-Barren“) wiegt nominell 400 Feinunzen (rund 12,44 kg). Das zugelassene Feingewicht der goldenen Standardbarren kann jedoch zwischen 350 und 430 Unzen variieren (750 bis 1100 Feinunzen bei Silber).

### Barren aus Nutzmetallen und deren Legierungen
Alle Nutzmetalle und deren Legierungen werden den Bedürfnissen der Weiterverarbeitung folgend als Barren mit unterschiedlichem Aussehen und Gewicht hergestellt. Den größten Anteil bilden Roheisenbarren für die Eisengießereien. Barren aus Aluminium und Aluminiumlegierungen sind als großdimensionierte Walz- oder Pressbarren Vorprodukte für die Weiterverarbeitung zu Halbzeug. Kleinere Barren sind dagegen Einsatzmaterial für die Aluminiumgießereien. Die Barrenform unterliegt durch die Transporteignung und Kundenwünschen bestimmten Modifikationen. Kupfer in Barrenform ist seit der metallurgischen Frühzeit bekannt. Die Elektroindustrie benötigt nach wie vor reine und reinste Kupferbarren. Schwermetallgießereien schmelzen Barren aus Messing, Rotguss, Bronze oder anderen Legierungen auf Kupferbasis ein. In der Praxis ist jedes Nutzmetall in reiner Form und als Barren marktgängig, denn nur so können in der Gießerei Legierungswünsche der Gussverbraucher erfüllt werden. Diese Aufgabe erleichtern die vielfältigen Vorlegierungen in Barrenform.
Der Barrenabsatz auf dem Gebiet der Aluminiumlegierungen ist seit Jahren rückläufig, da Großverbraucher die Flüssigmetallbelieferung aus ökonomischen und ökologischen Gründen bevorzugen (Stand 2010).

## Hersteller

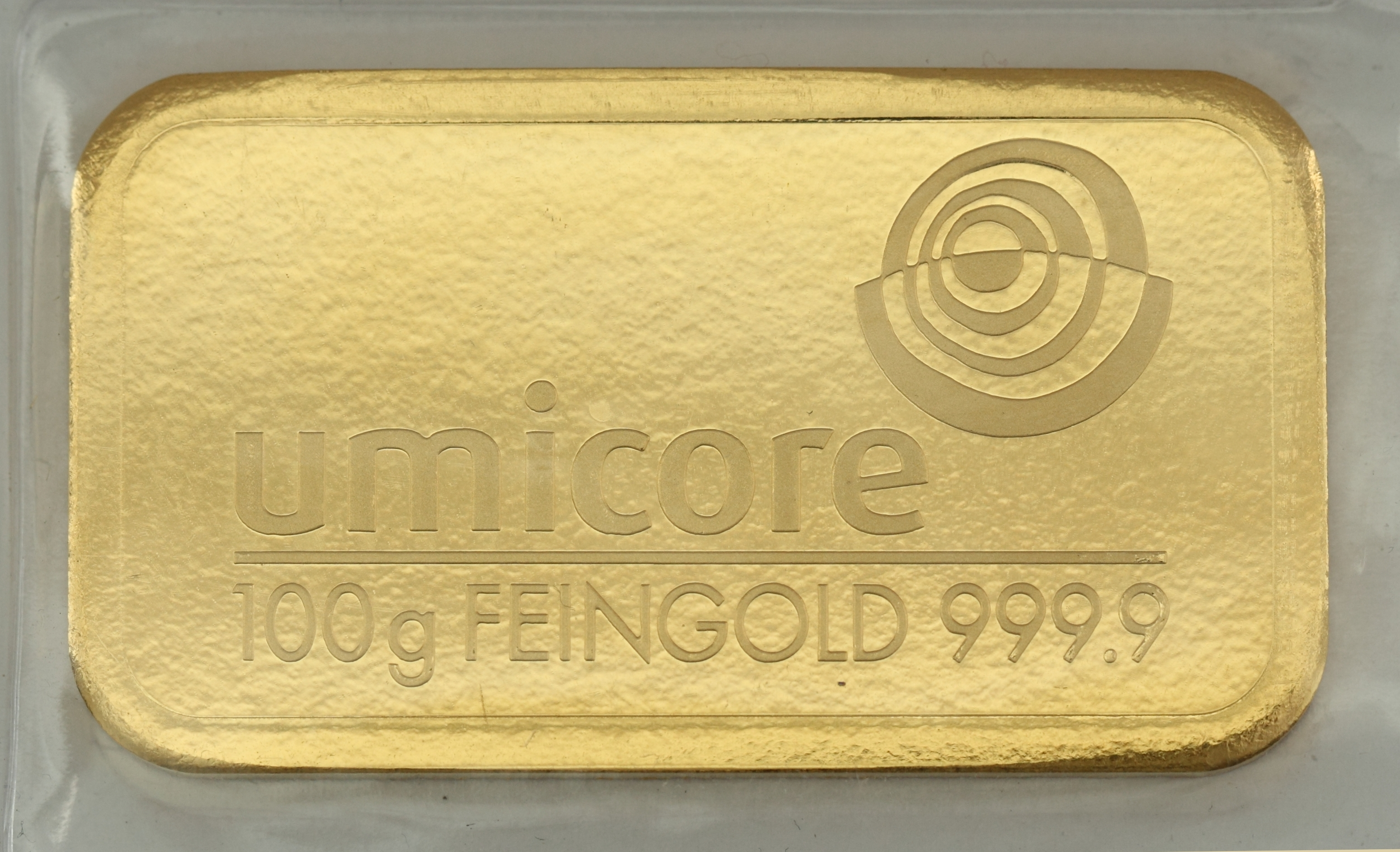
100 g Feingold

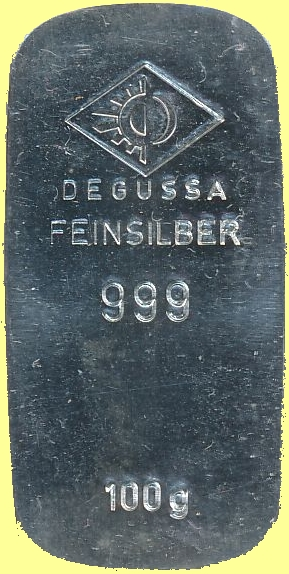
100 g Feinsilber

Barren oder Masseln aus Nutzmetallen werden sowohl von Primär- als auch von Recyclinghütten hergestellt und in den Markt gebracht. Hersteller von Edelmetallbarren (Scheideanstalten) unterliegen besonderen Auflagen, ihre Produkte bedürfen, um marktgängig zu sein, einer Zertifizierung und eines eingeprägten Erzeugerzeichens und Feingehaltspunze.
Bekannte Firmen sind Aurubis (DE), C. Hafner (DE), Metalor (CH), Umicore (BE), Valcambi (CH) und Argor-Heraeus (CH). Diese Firmen stellen mit Stand Ende 2022 Goldbarren in Übereinstimmung mit dem Qualitätsstandard „Good Delivery“ der London Bullion Market Association (LBMA) her. Üblicherweise werden Edelmetallbarren von allen von der LBMA gelisteten Barrenherstellern von nahezu allen Banken der Welt angenommen.
Bis 1999 zählte das deutsche Unternehmen Degussa zu den auf dem deutschen Markt bedeutenden Herstellern. Es stellt jedoch keine Goldbarren mehr her, nachdem es diesen Unternehmenszweig 2000 an Umicore abgetreten hat und die Namens- und Markenrechte an den 2010 gegründeten Edelmetallhändler Degussa Sonne/Mond Goldhandel verkauft wurden.

## Barren- und Masselgewichte

### Nutzmetalle
Für aus einer Metallschmelze hergestellte Barren bestehen keine Gewichtsvorgaben. In der Halbzeugfertigung von Nichteisenmetallen kann das Gewicht von Aluminiumwalzbarren bis zu 40 t betragen, bei Pressbarren („Ronden“) in der Regel wenigstens einige Tonnen. Bei Walzbrammen im Stahlwerk sind noch höhere Gewichte möglich. Für den Verbrauch in Gießereien spricht man nicht von Barren, sondern von Masseln, die als durch Kerben unterteilte Einzelstücke in einer Masselgießmaschine oder bedarfsgerecht zugeschnitten im Stranggießverfahren hergestellt werden. Handelsübliche Roheisenmasseln wiegen bis zu 20 kg, solche aus Aluminium bei gleicher Größe nur ein Drittel dessen. Großmasseln werden auf Verbraucherwunsch abgegossen.

### Edelmetalle
Bei Edelmetallen spricht man einheitlich von Barren, deren Gewicht bei Platin, Palladium, Gold und Silber weitgehend standardisiert ist. Angaben des Barrengewichts sind in Kilogramm, Feinunzen und Gramm gebräuchlich, im asiatischen Raum auch Tola (11,664 g) und Tael (37,4–37,8 g). Im Goldhandel wird der börsennotierte Preis für die Feinunze (englisch troy ounce) von rund 31,1035 g ermittelt.
Von den acht klassischen Edelmetallen werden nur die gängigen vier Gold, Silber, Platin und Palladium allgemein in Barrenform gehandelt, da es bei den anderen (Ruthenium, Rhodium, Osmium und Iridium) aufgrund des hohen Schmelzpunktes und damit des hohen Energieaufwands zu umständlich wäre, diese erst von der industrieüblichen Pulverform in Barren überzuführen, um sie dann später, wenn sie in der Industrie Verwendung finden, doch wieder zu pulverisieren. Für Kapitalanleger sind Rhodium seit 2013 sowie Iridium und Ruthenium seit 2016 in Barrenform erhältlich. Osmium-Barren werden für Sammler von Proben chemischer Elemente hergestellt.

## Bilder

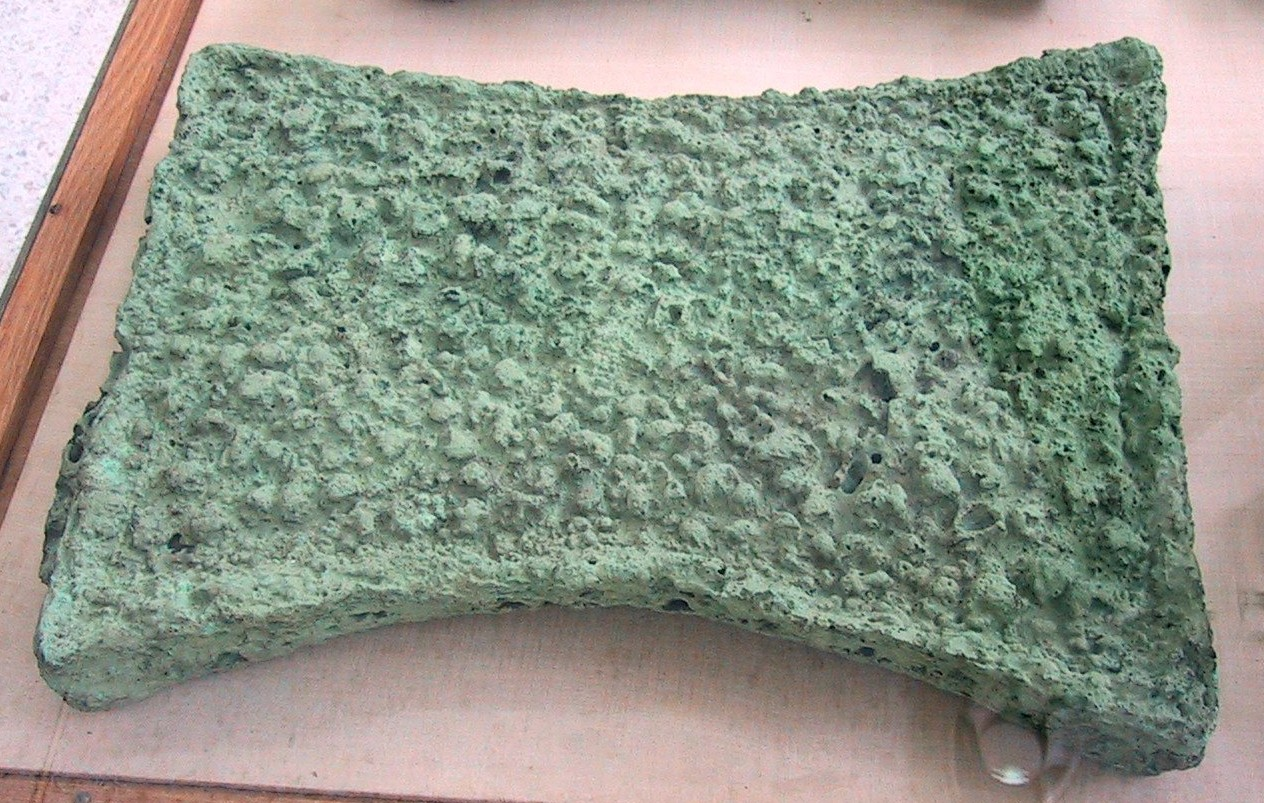
Antiker Kupferbarren (Ochsenhautbarren) aus Kato Zakros, Kreta. Der Barren hat die Form einer Tierhaut, typisch für die 2. Hälfte des 2. Jahrtausends v. Chr.
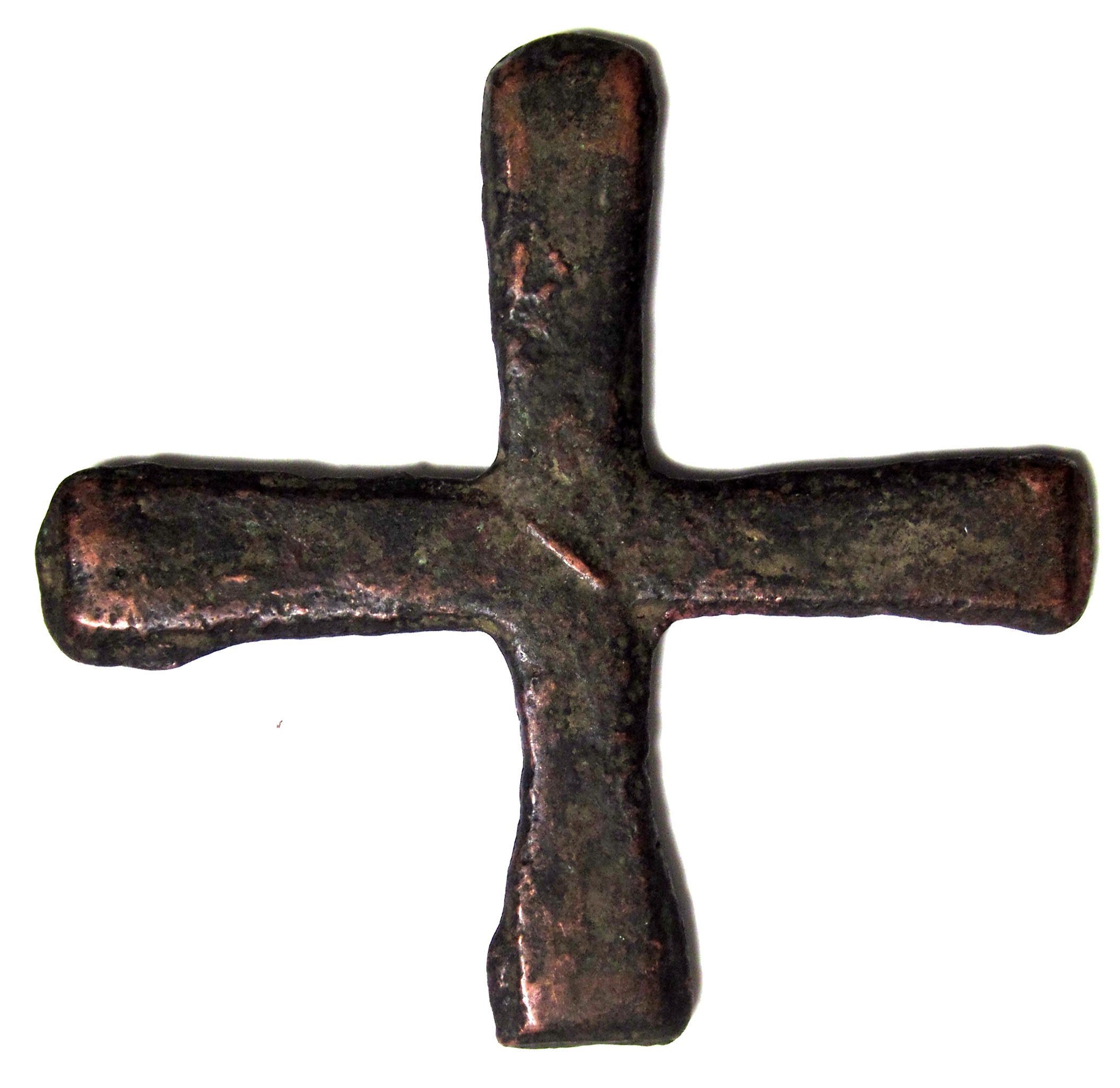
Katanga-Kreuz aus Kupfer, 18. Jahrhundert
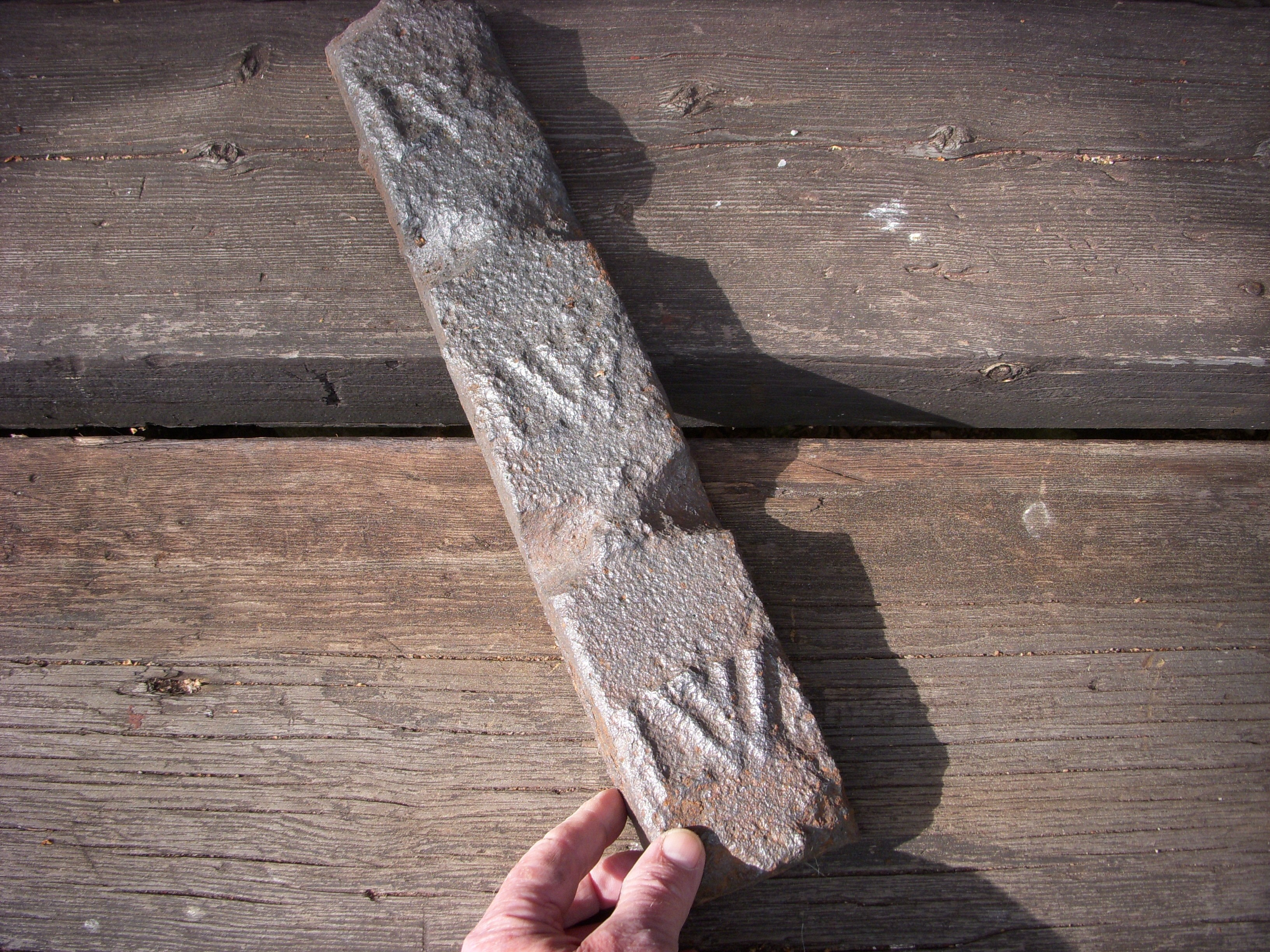
Roheisenbarren aus dem 19. Jahrhundert aus Bergslagen, Schweden
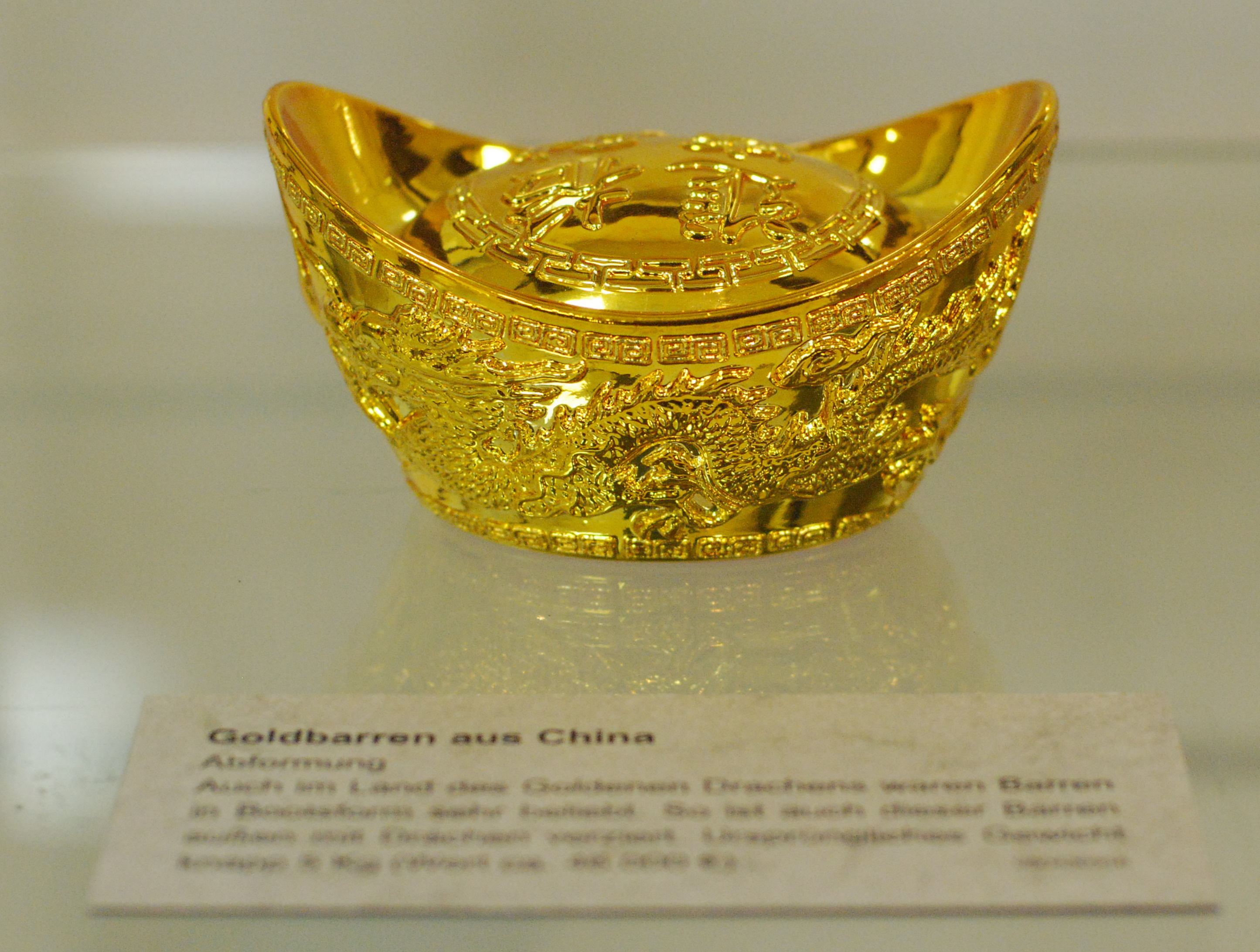
"Yuan Bao" (元寶 / 元宝), einer der verschiedenen historischen chinesischen Barrenformen
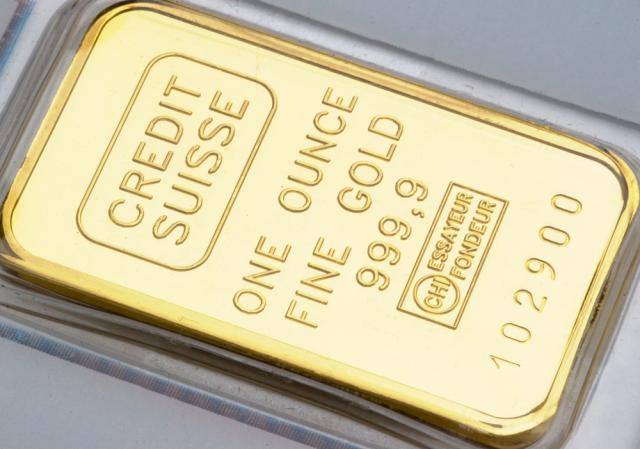
Goldbarren der Credit Suisse mit einem Gewicht von einer Feinunze (troy ounce)
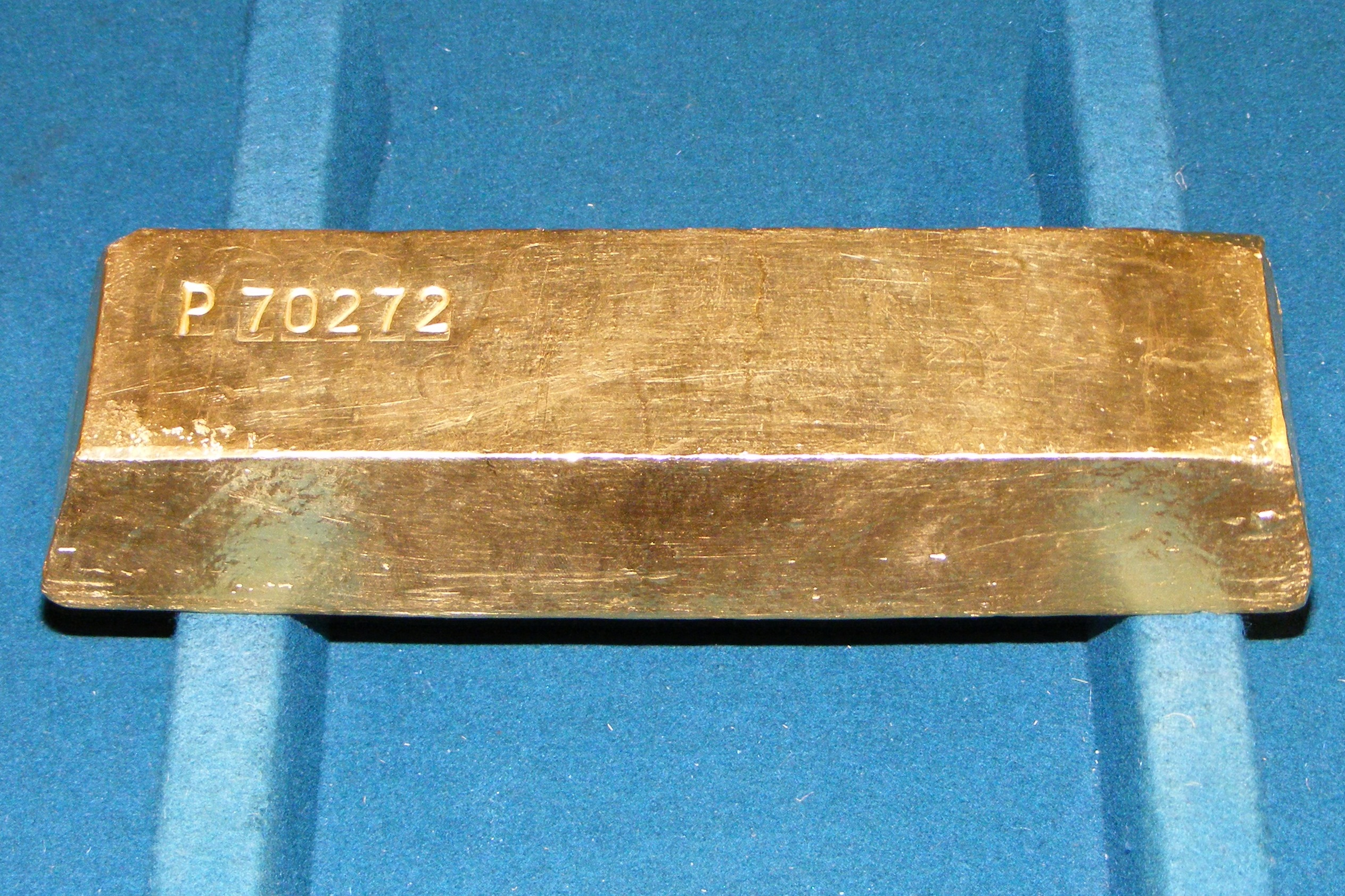
Goldbarren mit einem Gewicht von ca. 12,44 kg. Goldbarren dieser Größe befinden sich meist nur im Besitz von Zentralbanken.
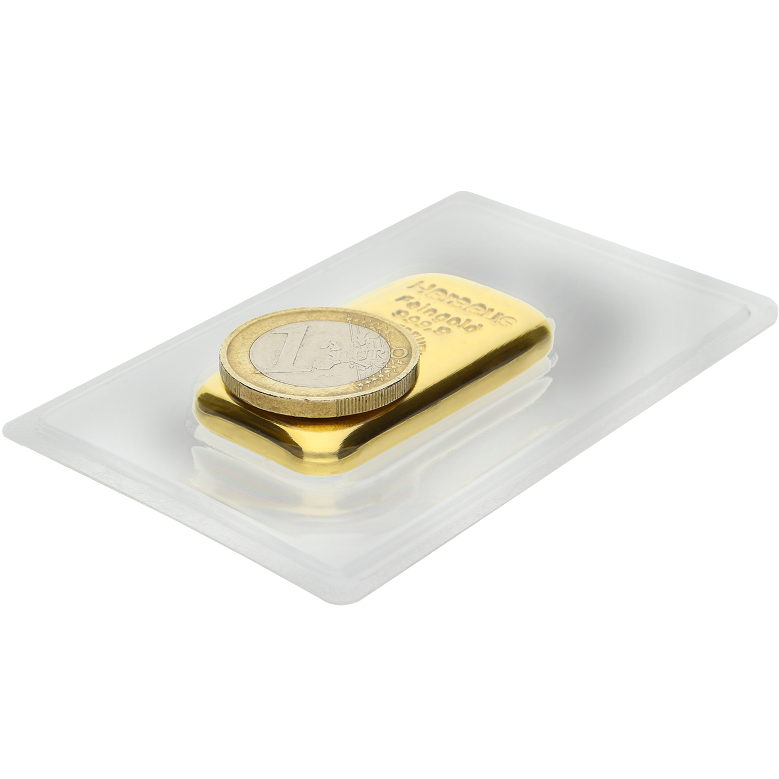
Ein 100-g-Goldbarren im Vergleich zu einer 1-€-Münze
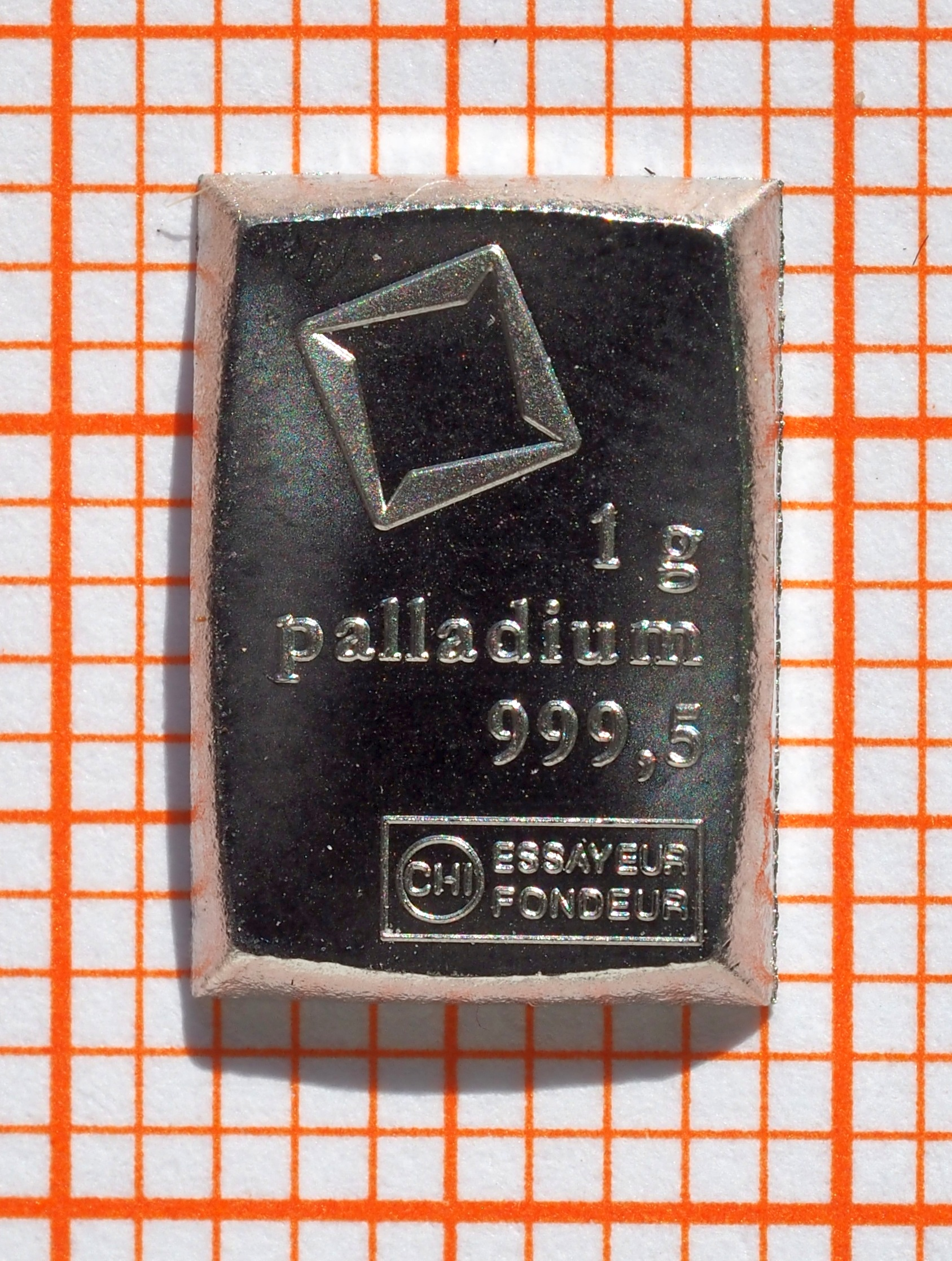
Palladium-Kleinbarren (1 Gramm) auf Millimeterpapier
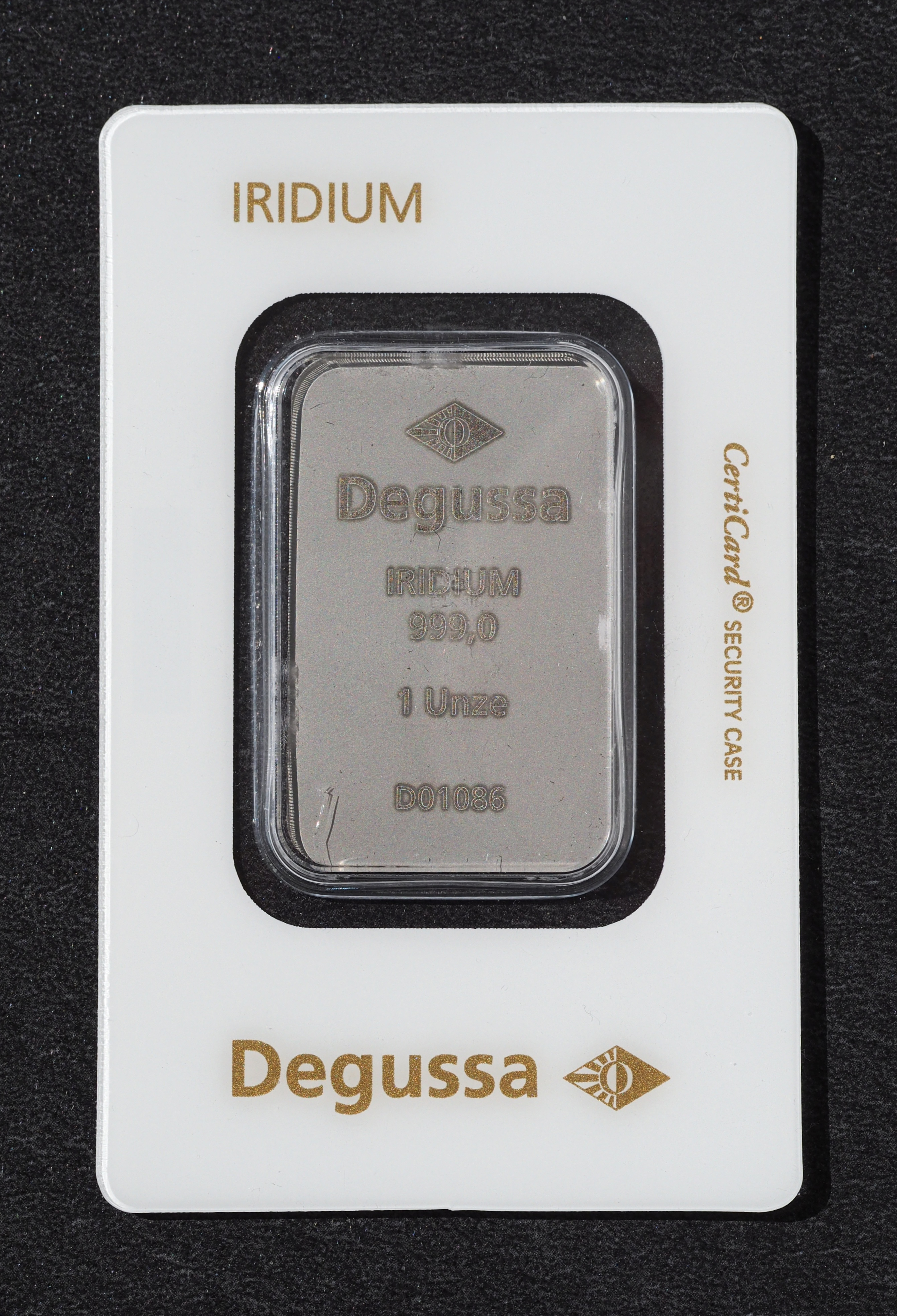
Iridium-Barren (1 Feinunze) in versiegelter Sichtverpackung als Geldanlageobjekt
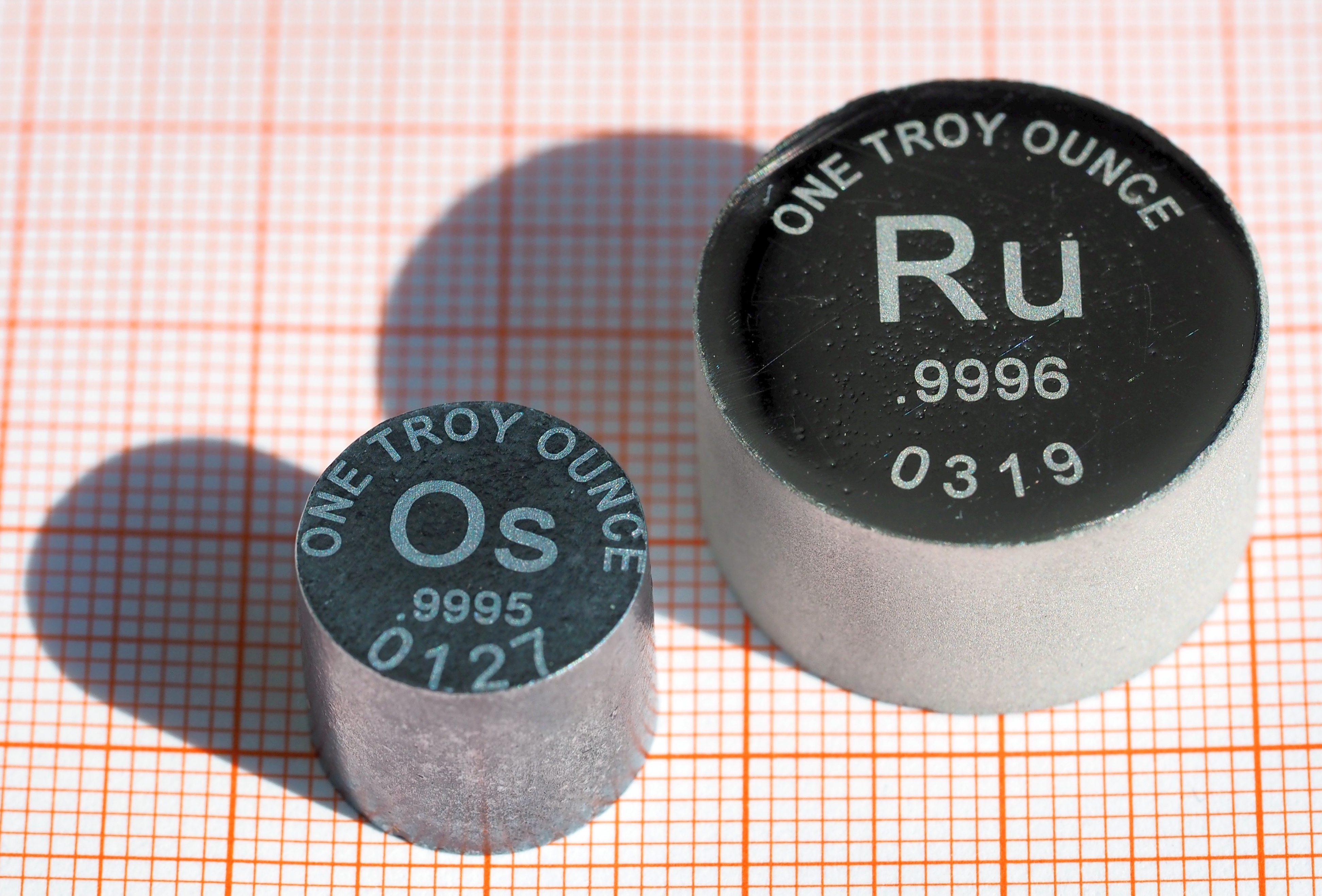
Osmium- und Ruthenium-Rundbarren (je 1 Feinunze) als Sammlerobjekte